# Büyükkaramanlı, Pınarbaşı
Büyükkaramanlı là một xã thuộc huyện Pınarbaşı, tỉnh Kayseri, Thổ Nhĩ Kỳ. Dân số thời điểm năm 2008 là 153 người.